# Shūji Terayama
Shūji Terayama (japanisch 寺山 修司, Terayama Shūji; * 10. Dezember 1935 in Hirosaki, Präfektur Aomori; † 4. Mai 1983 in Tokio) war ein japanischer Schriftsteller und Filmregisseur. Mit seinen avantgardistischen Werken sorgte er immer wieder für Kontroversen.

## Leben
Ursprünglich wollte er Photograph werden. 1954 gewann Terayama für einige seiner Haiku und Tanka den Preis für „neue Poesie“ des Magazins Tanka Kenkyu. Im selben Jahr begann er sein Studium an der Waseda-Universität, das er jedoch bereits kurze Zeit später abbrechen musste, weil eine Nephritis bei ihm diagnostiziert wurde.

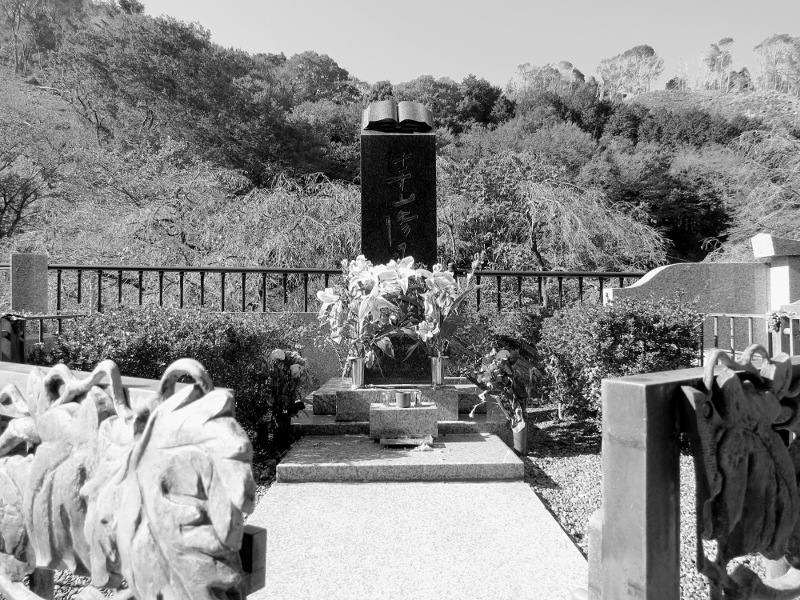
Terayamas Grab in Tokio

Ab Anfang der 1960er Jahre war er als Filmemacher tätig, vor allem im Independent- und Experimentalfilm. So schrieb er beispielsweise gemeinsam mit Susumu Hani das Drehbuch zum Spielfilm Das Mädchen Nanami (1968). Für das Radio-Hörspiel Yamamba erhielt er 1964 den Prix Italia. 1966 gründete er gemeinsam mit seiner Frau Eiko Kujo das Theaterunternehmen Tenjo Sajiki. Sein 1971 veröffentlichter, sexuell freizügiger Kurzfilm Emperor Tomato Ketchup (Tomato Kecchappu Kōtei) über aufständische Kinder war stark umstritten. Es folgten Spielfilme wie Werft die Bücher weg und geht auf die Straße (1971) und der Erotikfilm Die Früchte der Leidenschaft (1981) mit Klaus Kinski in der Hauptrolle. Für das Drehbuch zu Yōichi Higashis Sādo wurde er 1979 für den Japanese Academy Award nominiert. 1974 erschien auf Deutsch sein Roman Vor meinen Augen, eine Wildnis (Fischer Verlag). 1976 erhielt er den Will-Wehling-Gedächtnispreis der Westdeutschen Kurzfilmtage für Tale of Labyrinth.
Am 4. Mai 1983 starb Terayama im Alter von 47 Jahren an der Nephritis. Sein letzter Film Lebewohl, Arche wurde 1984 postum veröffentlicht und im Wettbewerb der Internationalen Filmfestspiele von Cannes 1985 gezeigt.

## Filmografie (Auswahl)
- 1968: Das Mädchen Nanami (Hatsukoi: Jigoku-hen) (Drehbuch)
- 1979: Buraikan (Drehbuch)
- 1971: Emperor Tomato Ketchup (Tomato Kecchappu Kōtei)
- 1971: Werft die Bücher weg und geht auf die Straße (Sho o suteyo, machi e deyo)
- 1974: Sterben auf dem Land (Den'en ni shisu)
- 1977: Boxer (Bokusā)
- 1979: Third Base (Sādo) (Drehbuch)
- 1980: Der Fremde im Regenwald (Afurika monogatari) (Drehbuch)
- 1981: Die Früchte der Leidenschaft (Les Fruits de la passion)
- 1979: Grass Labyrinth (Kusa meikyū) (Teil der Anthologie Collections privées; Einzelveröffentlichung in Japan: 1983)
- 1984: Lebewohl, Arche (Saraba hakobune)